# Tanjung Bungah
Tanjung Bungah (Theo cách viết khác: Tanjong Bungah) là một vùng ngoại ô của George Town ở Penang, Malaysia. Nó nằm dọc theo bờ biển phía bắc của đảo Penang giữa Batu Ferringhi và Tanjung Tokong, và khoảng 6,5 km (4,0 dặm) về phía tây bắc của trung tâm thành phố. Tanjung Bungah là một điểm đến nổi tiếng với bãi biển cùng dịch vụ từ một số khách sạn và khu nghỉ mát nằm dọc theo trong khu vực. Qua nhiều thập kỷ, đô thị hóa dẫn đến sự tồn tại của các khu chung cư cao tầng tại Tanjung Bungah.
Ngoài ra, vùng ngoại ô là nơi sinh sống của một số người nước ngoài. Từ năm 2010, người nước ngoài chiếm 5,7% dân số của Tanjung Bungah. tính đến  năm 2010. Một số quân nhân không quân Hoàng gia Úc thường trú ở đây trong khi đang đóng quân ở Penang trong những năm 1960- 1970.
Do vị trí nằm dọc theo bờ biển phía bắc của đảo Penang, Tanjung Bungah bị ảnh hưởng nặng nề bởi động đất và sóng thần Ấn Độ Dương 2004.

## Tên gọi
Tanjung Bungah, có nghĩa là Mũi Hoa trong tiếng Mã Lai. Nơi này được đặt tên như vậy do một số mô đất nhỏ nô ra dọc theo biển.

## Giáo dục
Có ba trường tiểu học, hai trường trung học, ba trường Quốc tế, một trường cao đẳng tư thục ở Tanjung Bungah. Sự tập trung của các trường quốc tế tại Tanjung Bungah phản ánh số lượng người nước ngoài đáng kể ở ngoại ô; những trường này cung cấp chương trình học Anh hoặc Mỹ cho tới bằng trung học.
Dưới đây là các cơ sở giáo dục tại Tanjung Bungah:
Trường tiểu học
- SRK Tanjung Bungah[6]
- SRJK (C) Poay Wah[7]
- SPK Persekutuan[8]

Trường trung học
- SMK Tanjung Bungah[9]
- SMK Pendidikan Khas Persekutuan[10]

Trường quốc tế
- Trường quốc tế Dalat
- Trường quốc tế Tenby
- Trường quốc tế Pelita[11]

Trường cao đẳng tư thục
- Tunku Abdul Rahman University College[12]

Ngoài các cơ sở giáo dục nêu trên, một trường đào tạo của Không quân Hoàng gia Malaysia cũng được đặt tại Jalan Azyze. Những trường này chuyên về hỗ trợ đào tạo và quản lý công nhân viên chức trong ngành.

## Địa điểm du lịch
Nhà thờ Hồi giáo Nổi Tanjung Bungah
Đại học tổng hợp

## Y tế
Bệnh viện ung thư Mount Miriam, nằm ở Jalan Bulan giữa Tanjung Bungah và Tanjung Tokong, là một bệnh viện tư nhân chuyên về điều trị ung thư.. Được thành lập vào năm 1976, bệnh viện với 40 giường cung cấp chẩn đoán và điều trị ung thư hiện đại, bao gồm máy chụp ảnh cộng hưởng từ (MRI), máy quét CT và xạ trị 3D.